# Bilagunda, Piriyapatna
Bilagunda là một làng thuộc tehsil Piriyapatna, huyện Mysore, bang Karnataka, Ấn Độ.